# Geografía de Kenia
{{Ficha de geografía
| Nombre                   = Geografía de Kenia
| Imagen                   = Un-kenya.png
| Imagen_tamaño            =
| Imagen_pie               = Kenia
| Continente               = África
| Región                   = África Oriental
| Territorio               = 582 650
| Tierra                   = 569 140
| Agua                     = 11 227
| Fronteras_territoriales  = 3.457 km
| país 1                   = Etiopía
| frontera país 1          = 867 km
| país 2                   = Somalia
| frontera país 2          = 684 km
| país 3                   = Sudán del Sur
| frontera país 3         = 317 km
| país 4                   = Tanzania
| frontera país 4          = 775 km
| país 5                   = Uganda
| frontera país 5          = 814 km
| Línea_de_costa           = 536 km, océano Índico
| Mar_territorial          = 12 mn, 22,2 km
| Zona_contigua            = 
| Zona_económica           = 200 mn, 370,4 km
| Plataforma_continental   = 200 m profundidad
| Punto_más_bajo           = océano Índico 0 m 
| Punto_más_alto           = Monte Kenia 5.197 m 
| río_más_largo            = Río Tana 1.000 km
| lago_más_grande          = Lago Turkana 6.405 km²
| clima                    = Tropical monzónico con amplias variaciones territoriales
| ciudades                 = Nairobi, Mombasa, Kisumu, Nakuru, [[Eldoret,kitale,Moisbridge,[Bungoma, Kehancha]], Ruiru, Kikuyu,  Tala, Malindi
}}

Localización de Kenia.

Kenia se encuentra situada en el este de África, en las costas del Índico. Limita al norte con Sudán y Etiopía, al noreste con Somalia, al oeste con Uganda, al sur con Tanzania y al este con el océano Índico.
La superficie total de Kenia es de 582.650 km², de los cuales 13.400 corresponden a la superficie lacustre formada fundamentalmente por los lagos Turkana y Victoria. El país cuenta con 536 km de costa en el Océano Índico.
El clima es de tipo tropical en la costa y árido en el interior. Son habituales las inundaciones durante la estación de lluvias. 
El Monte Kenia, que da nombre al país, se encuentra en el centro del territorio, al norte de Nairobi, y es la montaña más alta del país con 5199 m de altitud y la segunda de África, tras el Kilimanjaro. Este último está también parcialmente en Kenia, si bien su cumbre más alta se encuentra en su totalidad en el territorio de Tanzania.

## Relieve

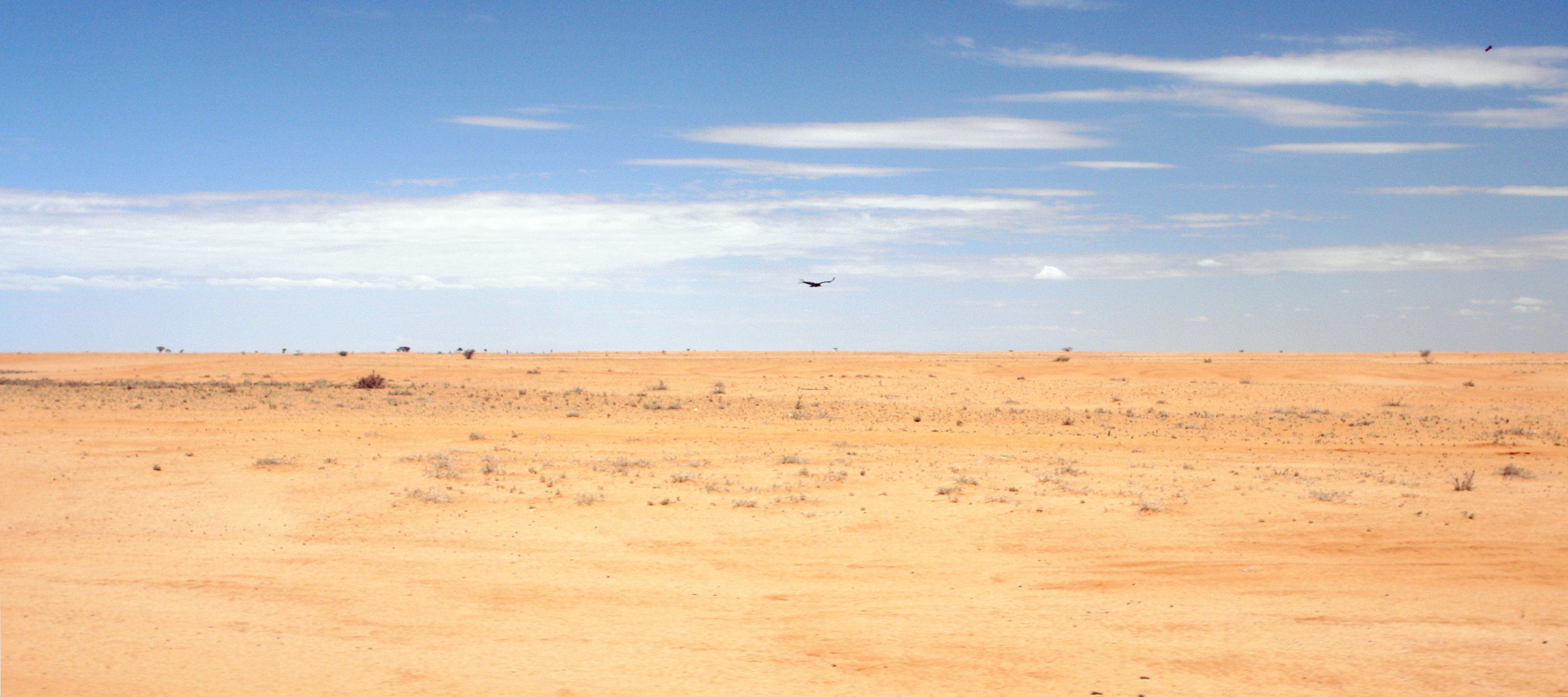
Panoramica

El meridiano 38 divide Kenia en dos mitades muy distintas geográficamente. La parte oriental es baja y árida, formada por suaves colinas que terminan en una planicie costera acompañada de una barrera coralina. La parte occidental es una alta meseta dividida por el Gran Valle del Rift. Al oeste, que desciende hasta el lago Victoria, del cual solo el extremo nordeste pertenece a Kenia. Al este y al norte está limitada por los montes Ndoto, el monte Kenia y los montes Aberdare.
Por el oeste, la meseta desciende hasta la cuenca del lago Victoria, que se halla a 1.134 m de altitud. Por otro lado, la parte occidental de la meseta está dividida en dos por la llanura de Kano, de 430 km², al este del lago Victoria. Esta llanura rodeada de escarpes se dirige de nordeste a sudoeste y como está prácticamente a la misma altura que el lago ha propiciado la formación del golfo de Winam o golfo de Kavirondo, que se extiende unos 60 km hacia el este desde el lago Victoria, con una anchura de unos 25 km, separado del lago por el estrecho de Rusinga, que tiene una anchura cercana a 5 km. Al norte y al sur de la llanura de Kano las tierras altas se caracterizan por los numerosos volcanes extintos, entre los que destaca, al norte, el monte Elgon, de 4.321 m, en la frontera con Uganda.
En conjunto, las tierras altas de la meseta están divididas de sur a norte por el Gran Valle del Rift. Al oeste, se encuentra el escarpe de Mau, que en algunos lugares se eleva hasta 3000 m de altitud, y, al este, se encuentran los montes Aberdare. El valle tiene de 50 a 130 km de anchura, y va desde los 1900 m de altitud del lago Naivasha, al sur, hasta los 400 m del lago Turkana, al norte. El fondo del valle está formado por una sucesión de lagos poco profundos y alcalinos (Magadi, Nakuru, Bogoria y Baringo) separados por volcanes extintos. El escarpe de Mau, formado por gruesos bloques de lava, se extiende hasta la meseta de Uasin Gishu, al norte, a más de 2000 m de altitud. La sierra de Aberdare, por su parte, alcanza alturas de 4.000 m en el parque nacional de Aberdare. El escarpe que separa las tierras bajas orientales de la meseta se extiende desde las colinas de Ngong, en las cercanías de Tanzania, al sur, hasta la escarpa de Laikipia, al norte.
Al este de Aberdare, como una prolongación, se encuentra Nyeri, la tierra de los kikuyu, y luego el monte Kenia, de 5.199 m. 
Las tierras más bajas al este de la meseta forman una vasta llanura de rocas metamórficas, con colinas aisladas y extrañas elevaciones como el monte Kasigau, el bosque de Katunga, los montes Taita, en el sudoeste, y la sierra de Kitui.
Las tierras semiáridas y áridas del norte y nordeste de Kenia se extienden desde la frontera de Uganda, al noroeste, a través del lago Turkana y el sur del macizo etíope hasta Somalia, y desde el lago Magadi, por el sur, hasta la región costera. El único verdadero desierto es el desierto de Chalbi, al este del lago Turkana, cerca de la frontera etíope. 
La llanura costera tiene unos 400 km de longitud; en el sur es más estrecha, con unos 15-20 km hacia Mombasa, y se ensancha en el norte hasta unos 160 km en la desembocadura del río Tana. Más al norte, se une a las tierras bajas de Somalia.

## Clima

Clasificación de Köppen de los climas de Kenia: ecuatorial en azul intenso, monzónico en azul medio, tropical de sabana en azul claro, semiárido en calabaza, desértico en rojo, templado oceánico en verde claro, subtropical húmedo en verde oscuro y templado mediterráneo en verde oliva.

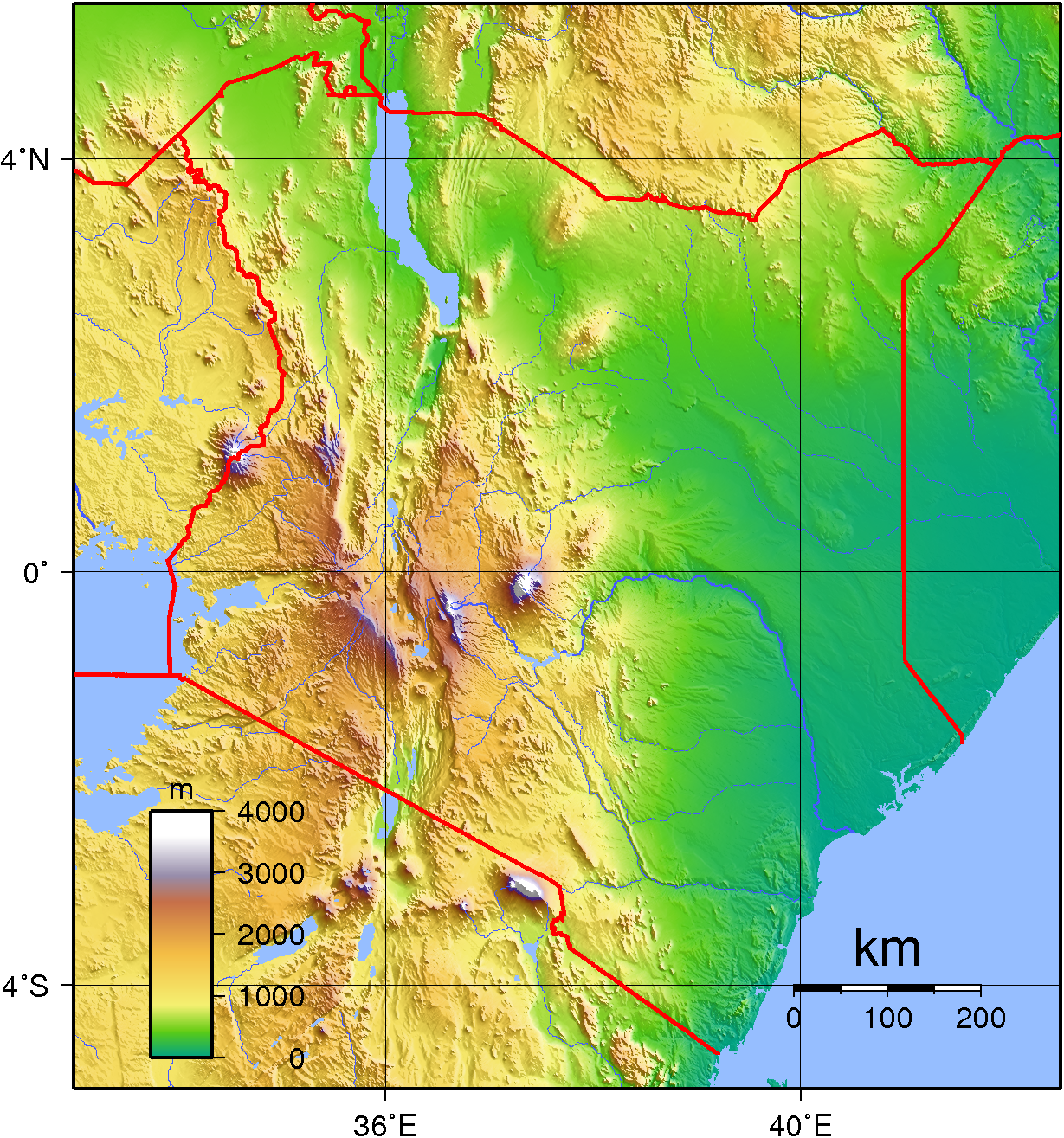
Topografía de Kenia

El clima de Kenia es muy variable, desde muy frío a muy cálido. En líneas generales, hay tres tipos de clima: cálido y húmedo a lo largo de la costa; templado en el oeste y sudoeste, en las tierras altas, y seco y caluroso en el este y nordeste, en las zonas bajas áridas y semiáridas. Curiosamente, aunque Kenia se encuentra en el ecuador terrestre, comparte el clima del hemisferio sur, con temperaturas máximas en invierno.
El periodo más cálido va de febrero a marzo, y el más fresco de julio a agosto, aunque las variaciones son pequeñas en este sentido. El paso del sol por el equinoccio y el cambio de los vientos en ese periodo propicia dos estaciones: de octubre a marzo los vientos (kaskazi) llegan desde Arabia, al nordeste, mientras que de abril a septiembre son más frescos y húmedos (kuzi) y llegan desde el océano Índico. Las lluvias de larga duración se producen entre marzo y mayo, y las más intensas y cortas, entre octubre y diciembre.
En la costa, el periodo más cálido y húmedo es de noviembre a marzo, con medias máximas de 32.oC y picos de 37.oC, mientras que entre junio y agosto no pasan de 28.oC. En Malindi caen 1.060 mm en 90 días, con un máximo entre abril y junio (620 mm entre los tres meses). En Mombasa, más al sur, caen 1.134 mm con un máximo entre abril y junio (300 mm en mayo) y un repunte en octubre y noviembre, con 100 mm cada mes. En Lamu, en el norte, caen 937 mm, pero las lluvias se centran más entre abril y junio, con 307 mm en mayo. En esta región, las diferencias entre las máximas y las mínimas son muy pequeñas a lo largo de año, de apenas 2-3.oC.
En la meseta, el clima es más templado, las lluvias y la temperatura varían según la altitud, y las montañas favorecen las lluvias. Solo puede helar por encima de 2500 m. En Nairobi, las temperaturas invernales, más cálidas, oscilan entre los 12.oC y los 25.oC, y las veranigeas entre los 10.oC y los 21.oC. Caen 1.025 mm en 93 días, bastante repartidas, con un máximo entre marzo y mayo, y escasas entre junio y septiembre, con un segundo máximo entre octubre y diciembre.
En el sur de la meseta, en la reserva Masái Mara, a unos 1500 m de altitud, entre marzo y mayo y entre octubre y diciembre caen más de 100 mm cada mes, con temperaturas que oscilan entre los 12.oC y los 28.oC todo el año. En la cercana localidad de Lolgorien caen 1.357 mm, con un periodo menos lluvioso entre julio y agosto. En Amboseli, situado al sur, en la zona árida, y en Tsavo, más al este todavía, las lluvias disminuyen. En Voi, caen 555 mm en 58 días, entre marzo (80 mm) y abril (100 mm) y entre noviembre (105 mm) y diciembre (120 mm) sobre todo, con temperaturas entre 18.oC y 33.oC.
Al noroeste de Nairobi, en las montañas que rodean el lago Victoria, el patrón es diferente. En Eldoret, a 2100 m de altitud, caen 1.080 mm en 110 días con un máximo entre julio (160 mm) y agosto (175 mm), que son los meses menos lluviosos en el resto del país, con temperaturas a lo largo del año que oscilan de media entre 9.oC y 26.oC.
El norte de Kenia es la zona más seca. En las cercanías del lago Turkana, en Lodwar, a 470 m de altitud, caen entre 160 y 200 mm de precipitación anual en 23 días, con un máximo entre marzo y mayo, y temperaturas entre 22.oC y 36.oC. Más hacia el este, en El Wak, con lluvias centradas en abril y noviembre, caen 330 mm al año, y en Mandera, en la frontera somalí, 250 mm, 100 de ellos en abril y los otros 100 en octubre y noviembre.

## Hidrografía

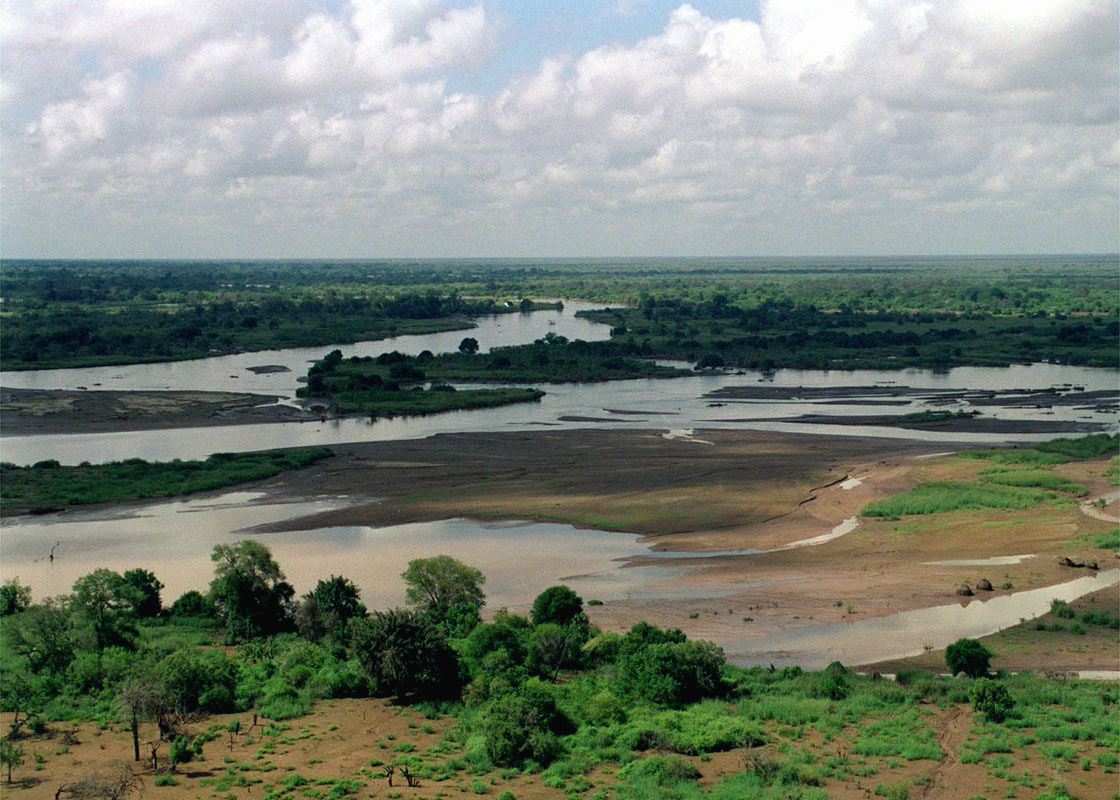
Río Tana, en Kenia

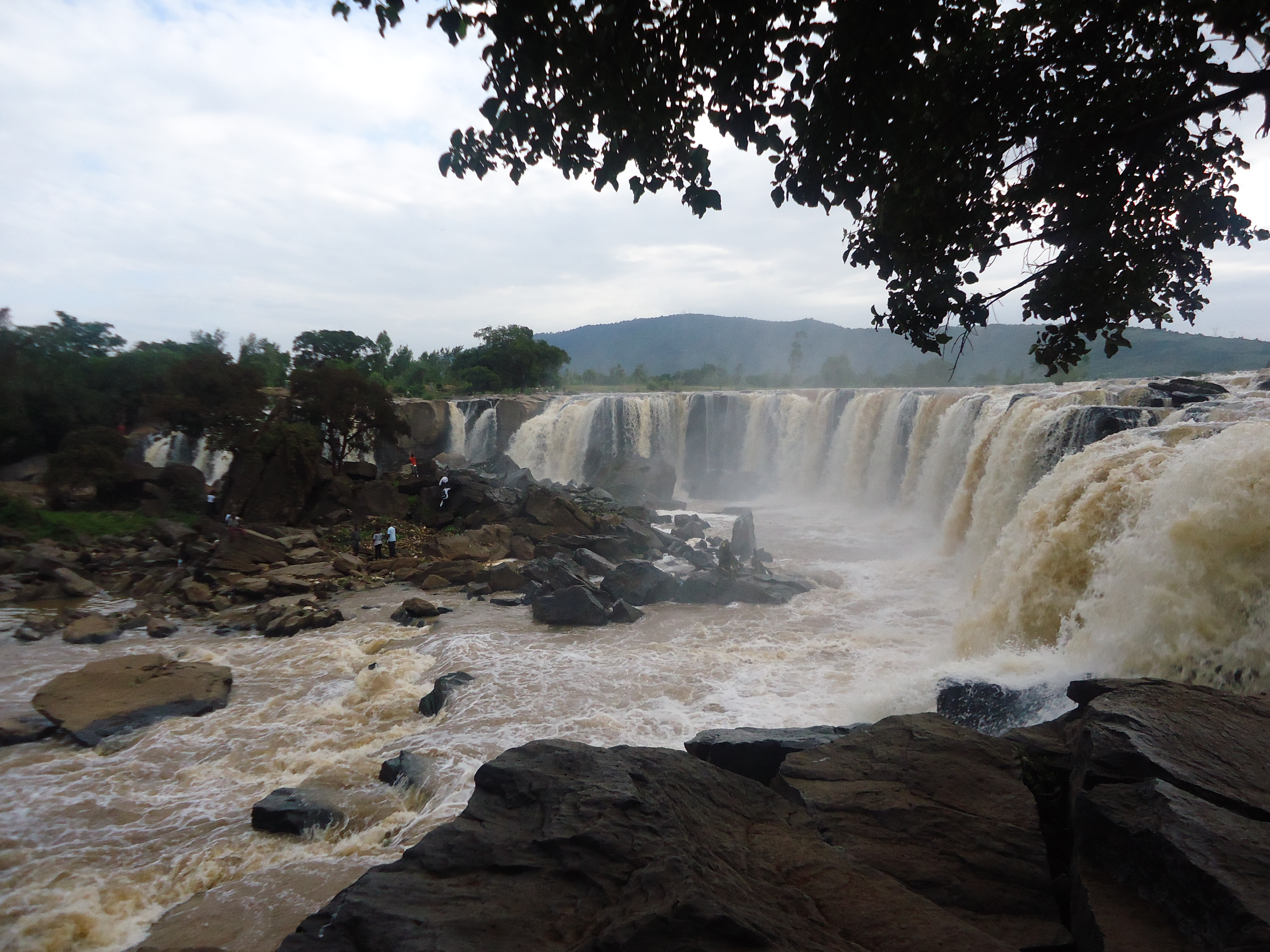
Fourteen Falls o Catorce Cascadas en el río Athi-Galana en su descenso de las tierras altas.

La dirección de los ríos en Kenia está determinada por el Gran Valle del Rift, que ha levantado una serie de escarpes, entre ellos la escarpa de Mau al oeste y hace que las aguas viertan hacia la cuenca del lago Victoria, por tanto, el Nilo Blanco y el mar Mediterráneo. Al otro lado de la falla, los ríos discurren hacia el océano Índico. Así sucede con el río Tana, el más grande y largo de Kenia, que nace en los montes Aberdare, rodea el monte Kenia y desemboca en el océano Índico después de recorrer 1000 km y drenar una cuenca de 126.000 km². Lo mismo sucede con el río Galana, 625 km de longitud y una cuenca de 70.000 km²; nace cerca de Nairobi como río Athi, cruza la localidad de Athi River en las tierras altas, desciende de la meseta para cruzar el parque nacional de Tsavo y desemboca cerca de Malindi. El río Lagh Dera nace en la vertiente occidental del monte Kenia y se dirige hacia Somalia, donde se une al río Juba; drena una cuenca de 230.000 km², pero solo tiene agua todo el año en su cuenca alta, alimentado por los glaciares del monte Kenia.
Al otro lado de la falla, los cursos de agua, más cortos, desembocan en el lago Victoria. Los más conocidos son los ríos Nzoia, Yala, Mara, y Nyando.
En el Rift, el río Kerio nace al oeste del lago Bogoria, en la escarpa de Elgeyo, a occidente de la falla y recorre 350 km antes de desembocar en el lago Turkana. 
La mayor parte de ríos del centro y norte de Kenia son estacionales, como los ríos Suguta y Turkwel. 
Entre los numerosos lagos destacan la parte nordeste del lago Victoria, con el golfo de Winam y casi todo el lago Turkana, de 240 km de longitud y 30 km de anchura, además de una serie de lagos, como el lago Bogoria, el lago Baringo, el lago Nakuru o el lago Naivasha, en la cuenca del Rift y cuya superficie puede fluctuar según las estaciones.

### Embalses

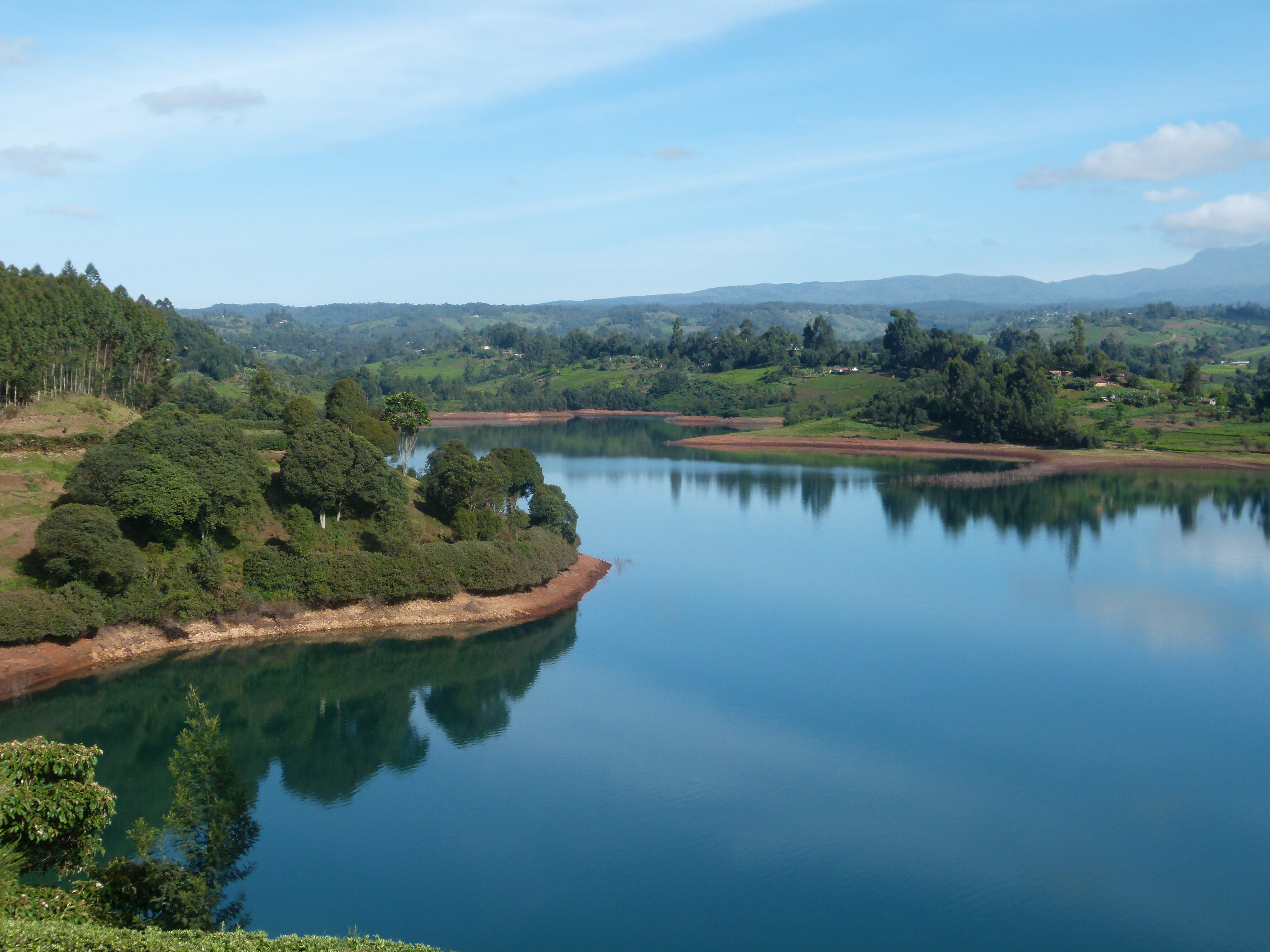
Embalse de Thika, también conocido como Ndakaini, en los montes Aberdare, 80 km al norte de Nairobi.

En Kenia, las primeras presas se construyeron para generar energía hidroeléctrica y para abastecer de agua potable la ciudad de Nairobi. En el río Tana se levantaron cinco entre los años 1974 y 1991 con una potencia combinada de 400 MW. A estas se añadieron una serie de microcentrales hidroeléctricas por el país: Mesco, Ndula, Wanjii, Tana, Gogo Falls y Selby Falls, con una potencia combinada de 40 MW. Debido a las lluvias erráticas y estacionales, tuvieron que construirse embalses para almacenar el agua y conducciones hasta las centrales para producir electricidad en las épocas secas. Una lista de los embalses más destacables sería:
- Embalse de Kamburu, en el río Tana, en 1974, 123 hm³, 93 MW
- Embalse de Masinga, en el río Tana, en 1981, 1560 hm³, 120 km², 40 MW
- Embalse de Kiambere, en el río Tana, en 1987, 585 hm³, 165 MW
- Embalse de Kindaruma, en el río Tana, en 1988, 18 hm³, 10 km², 72 MW
- Embalse de Gitaru, en el río Tana, en 1999, 16 hm³, 225 MW
- Embalse de Turkwel, en el río Turkwel, cuenca del lago Turkana, en 1991, 1.641 hm³, 106 MW
- Embalse de Ellegirini, en el río Ellegirini, en 1987, cuenca del lago Victoria, 2 hm³
- Embalse de Chemeron, en el río Chemeron, en 1984, cuenca del lago Turkana, 4,6 hm³
- Embalse de Sasumua, en el río Sasumua, cuenca del río Athi-Galana, en 1956, ampliada en 1963, 15,9 hm³, agua potable para Nairobi.[12]
- Embalse de Ruiru, en el río Ruiru, cuenca del río Athi-Galana, en 1949, 3 hm³, con el proyecto de construir Ruiru II, agua para Nairobi.[13]
- Embalse de Thika, en el río Thika, cuenca del río Tana, en 1988, 70 hm³, agua para Nairobi.[14]
- Embalse de Mulima, en el río Mulima, cuenca del río Athi-Galana, en 1982, 0,4 hm³.
- Embalse de Kikoneni, en el río Mkanda, en 1981, 1,2 hm³
- Embalse de Mukurumudzi, en 2013, 0, 2 hm³, Mombasa, agua para las minas de titanio y zirconio de las dunas, en el Kwale Mineral Sands Project.[15]

## Ecorregiones

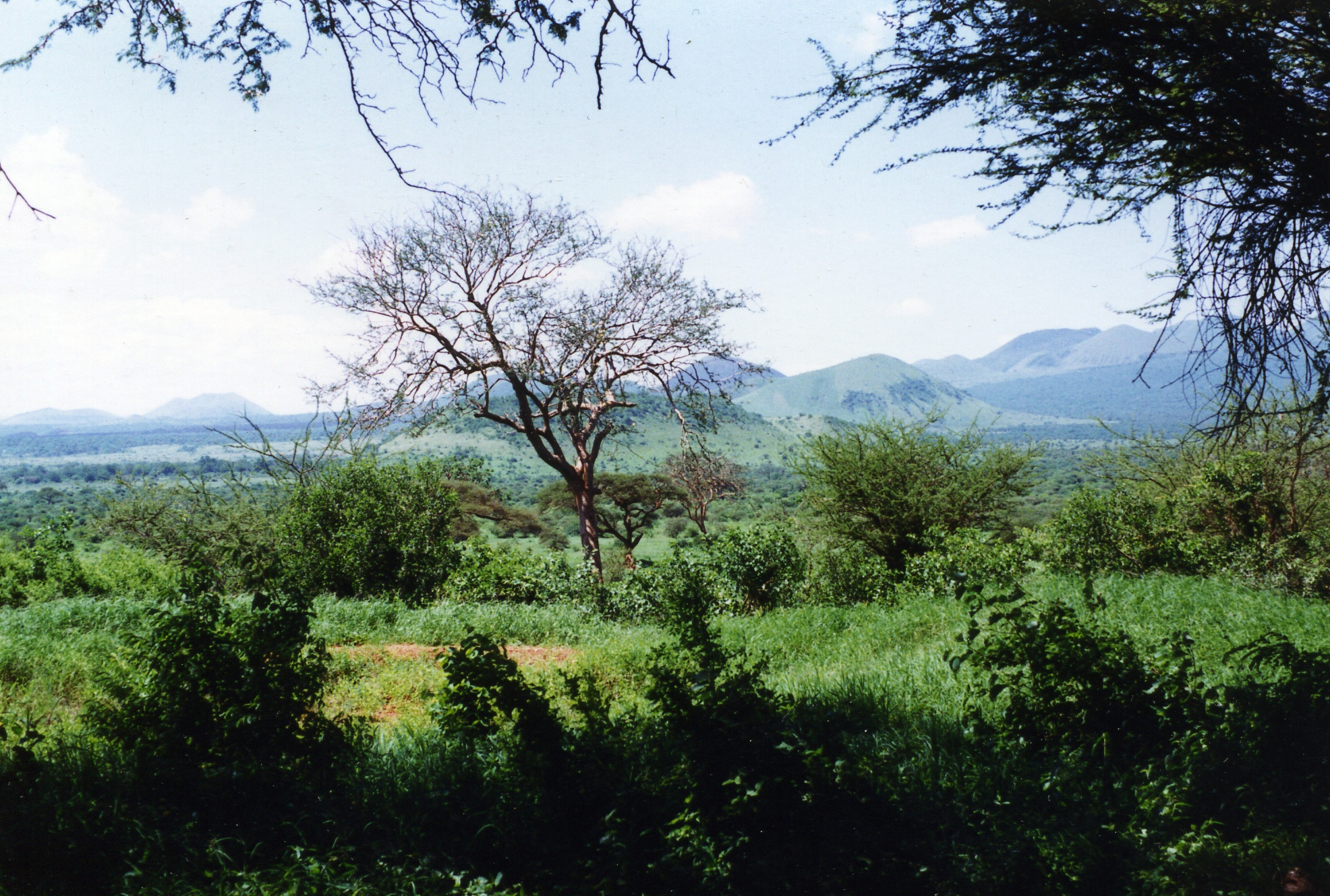
Paisaje perteneciente a la sabana arbustiva de Kenia, en Tsavo

La flora de Kenia está representada por las diez ecorregiones en que WWF divide el paisaje: 
- Pradera y matorral xerófilos masáis (en el norte)
- Sabana arbustiva de Somalia (en el nordeste)
- Sabana arbustiva de Kenia (en el oeste y sur)
- Mosaico de selva y sabana de la cuenca del lago Victoria (en el extremo oeste)
- Sabana arbustiva de Tanzania (en el suroeste)
- Selva mosaico costera de Zanzíbar (a lo largo de la costa)
- Manglar de África oriental (en varios enclaves de la costa)
- Selva montana de África oriental (en las montañas del oeste y el centro)
- Páramo montano de África oriental (en las zonas más altas de las montañas del centro).
- Selva del Arco Oriental del Rift (en las montañas del sur)

## Áreas protegidas

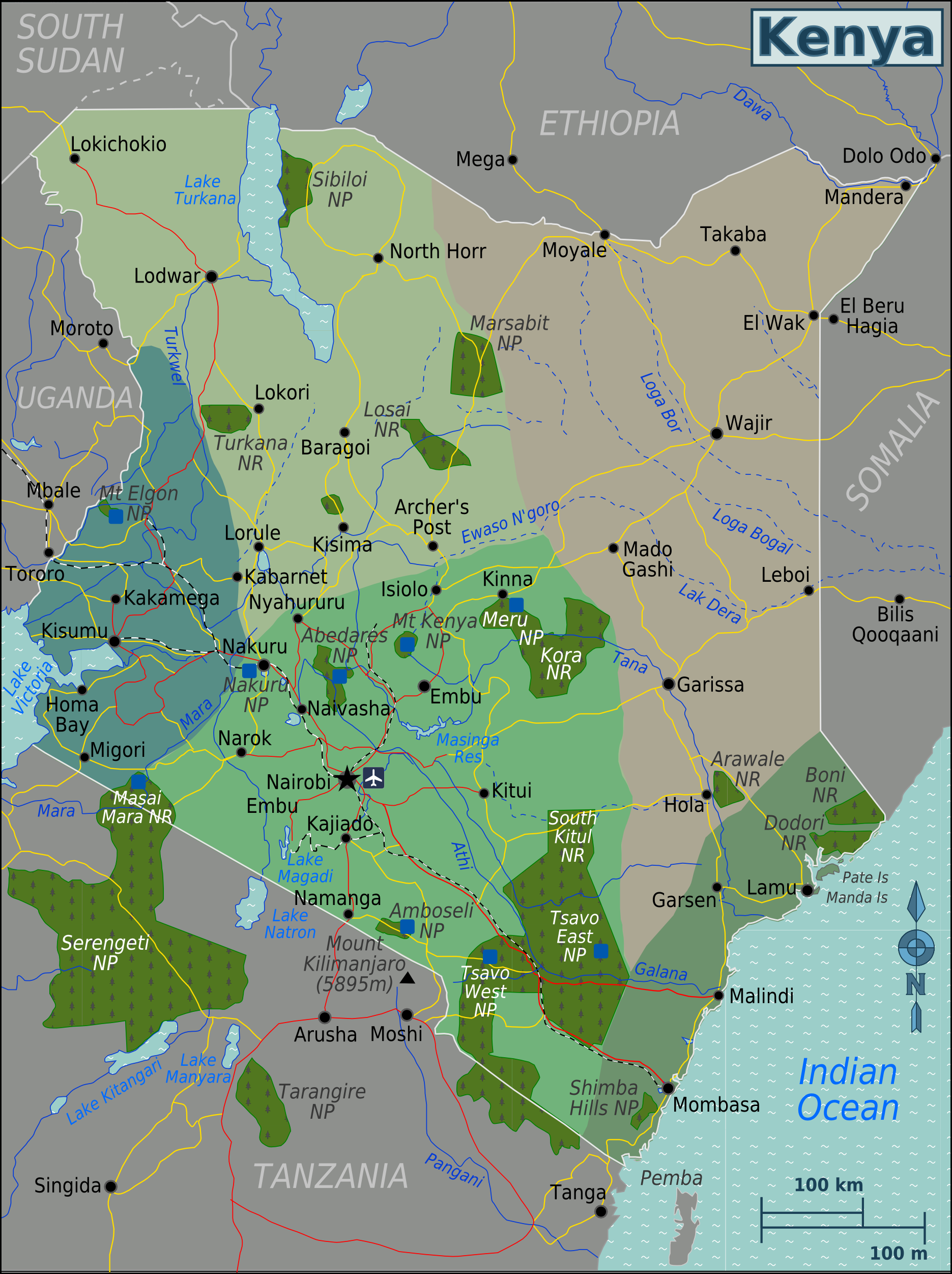
Kenia y zonas protegidas

Según la IUCN, en Kenia hay, en 2022, 396 áreas protegidas que cubren 72.890 km², un 12,42% de la superficie del país, 586.770 km². La superficie marina protegida es de 857 km², un 0,76% de los 112.400 km² de áreas marinas que pertenecen a Kenia. De las áreas protegidas, 23 son parques nacionales, 2 son reservas naturales, 234 son reservas forestales, 16 son reservas privadas, 30 son reservas nacionales, 5 son santuarios nacionales, 4 son parques nacionales marinos, 1 es un santuario de la naturaleza, 28 son reservas naturales comunitarias, 6 son reservas marinas nacionales, 9 son áreas marinas de gestión local, 4 son ranchos privados, 1 es un santuario de caza, 1 es áreas de conservación, 21 son áreas de conservación comunitarias, 1 es un santuario natural comunitario, 1 es una reserva natural privada, 2 son áreas protegidas privadas y 5 no están clasificadas.
Las designaciones internacionales incluyen 6 reservas de la biosfera de la Unesco, 3 sitios patrimonio de la humanidad y 6 sitios Ramsar.

### Parques nacionales

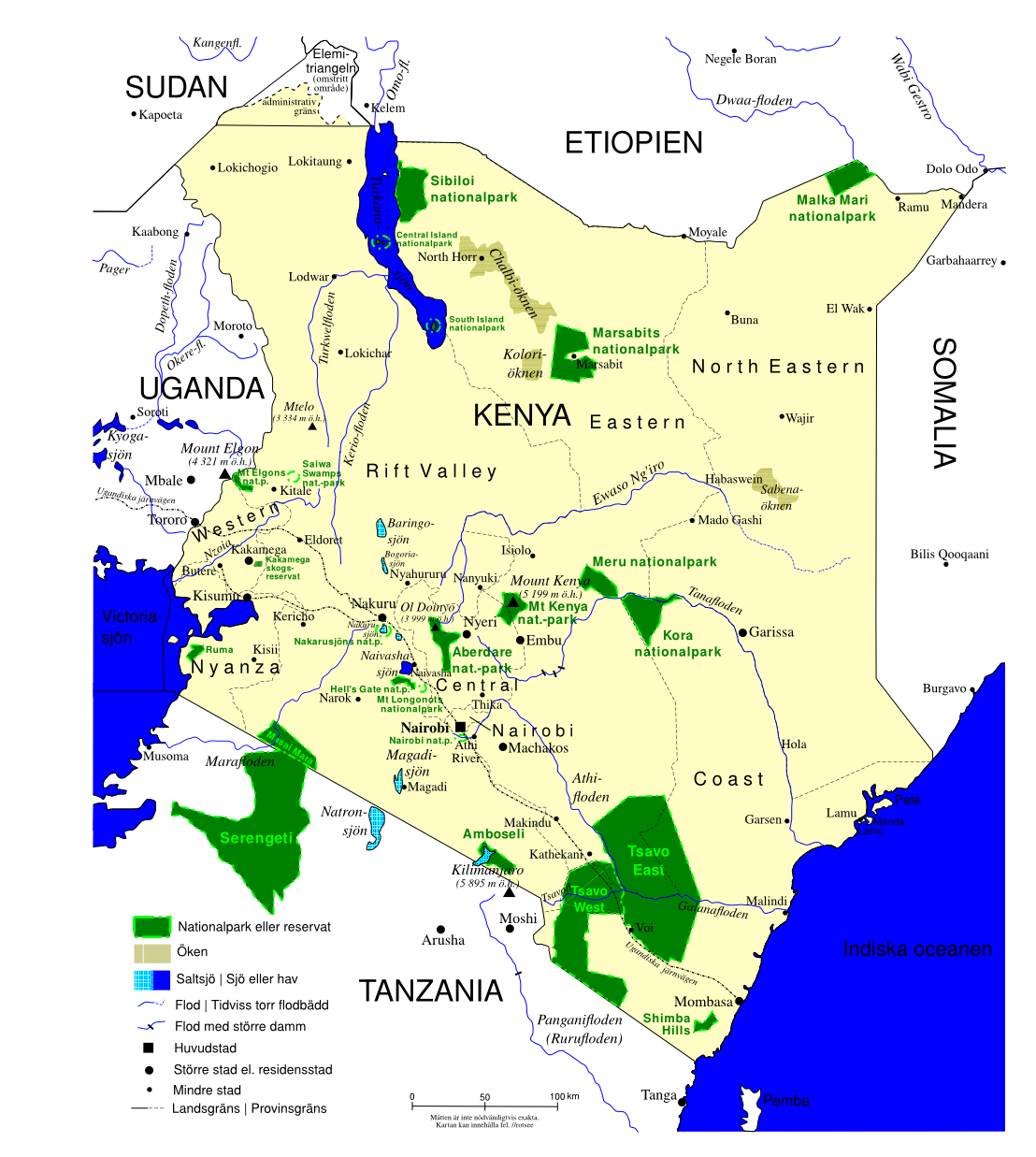
Mapa de parques nacionales de Kenia

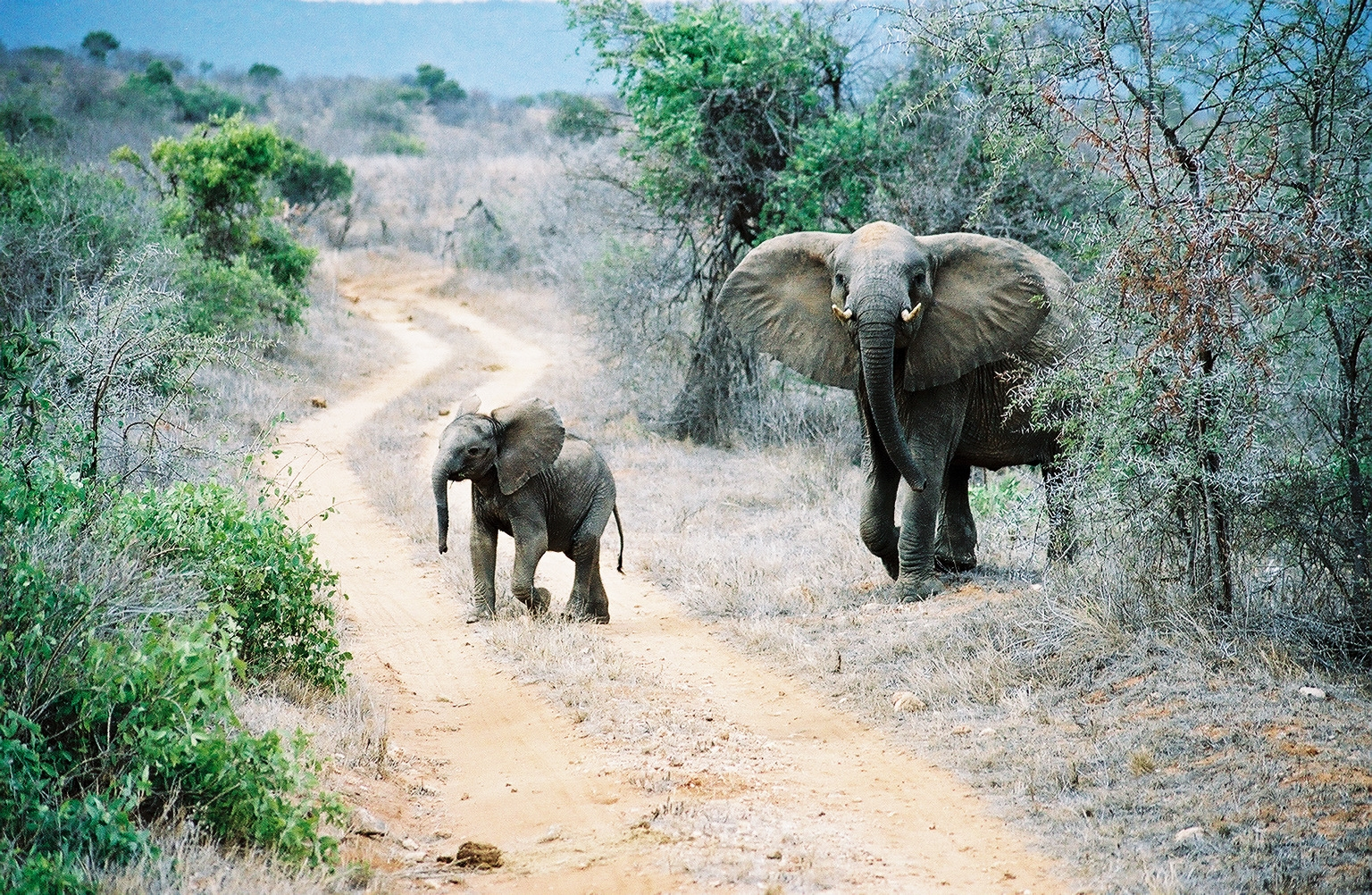
Elefantes en el Parque nacional de Tsavo Este

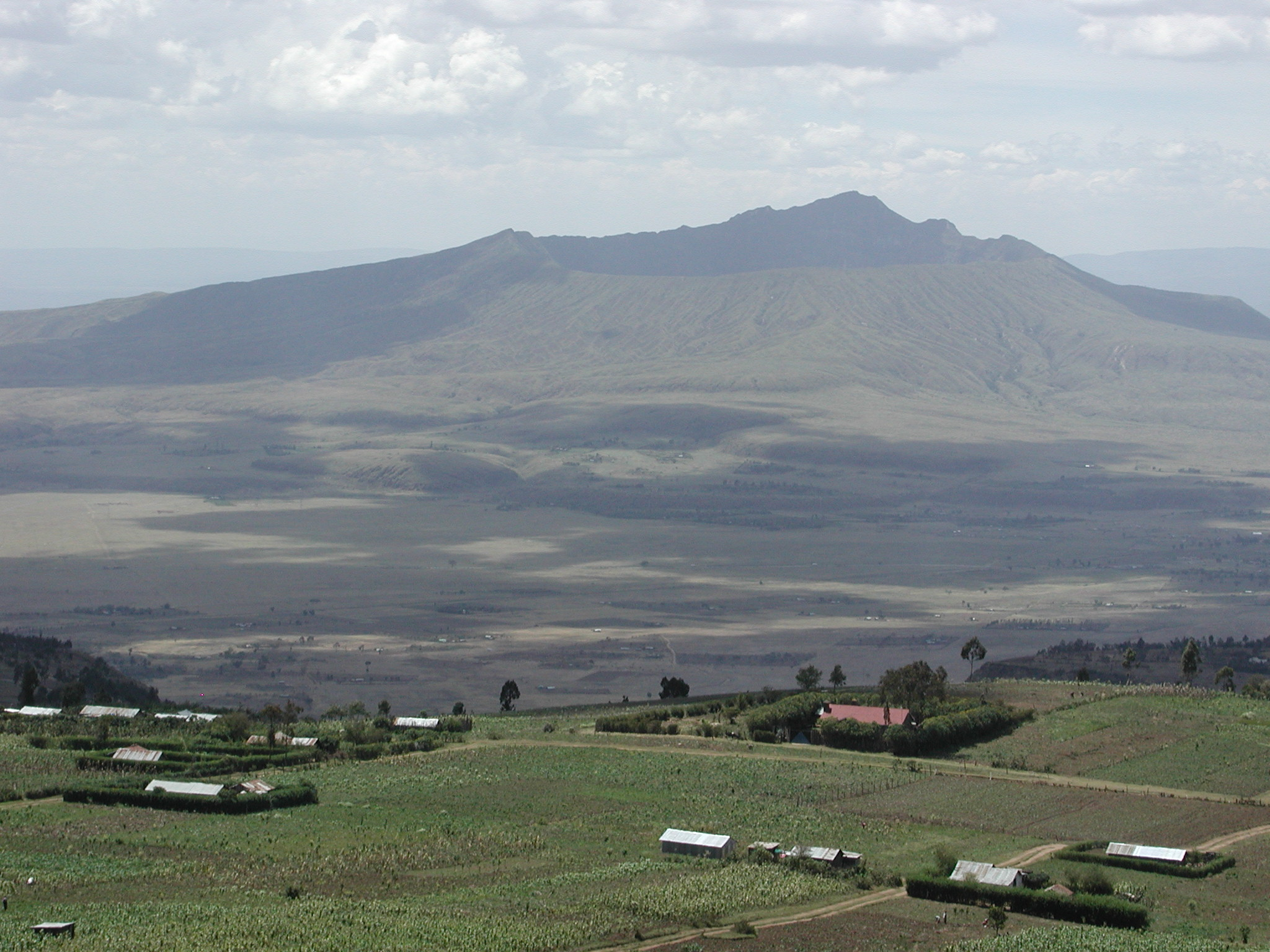
Monte Longonot

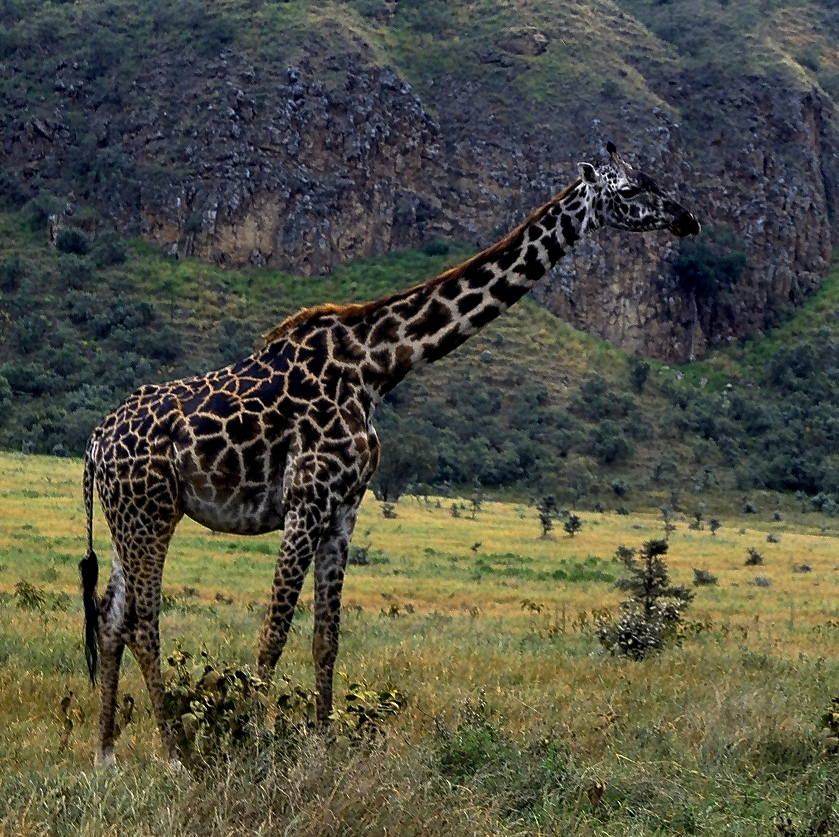
Jirafa en el parque nacional de Hell's Gate

La fauna y la flora de Kenia está representada en los 23 parques nacionales con que cuenta el país.
- Parque nacional de Aberdare, 1950, 766 km², entre 2100 y 4300 m de altitud; leopardos, elefantes, rinocerontes negros, búfalos, babuinos, aves, etc.
- Parque nacional de Amboseli, 1974, 392 km², sudeste del país, entre el lago Amboseli y el monte Kilimanjaro, habitado por masáis, destaca la población de elefantes.
- Parque nacional de Arabuko Sokoke, 1990, 6 km², parte de la reserva forestal de Arabuko Sokoke, 110 km norte de Mombasa, resto del bosque tropical de costa de Kenia, con especies endémicas de pájaros, junto a la reserva marina de Watamu.[19]
- Parque nacional de Isla Central, 1997, isla en el lago Turkana, forma parte de los Parques nacionales del lago Turkana, que incluyen la isla Cocodrilo o Central, la isla Sur y el parque nacional de Sibiloi; cubre 161.485 ha. Tiene características geológicas únicas, con cráteres y lagos interiores, y protege aves, cocodrilos e hipopótamos.[20]
- Parque nacional de Chyulu Hills, 1983, sudeste de Kenia, 120 km², importante zona volcánica junto a Tsavo; algo de bosque montano, pues supera los 2000 m de altitud; rinocerontes, cebras, búfalos, elefantes, leopardos, leones, etc.
- Parque nacional de Hell's Gate, 68,25 km², junto al lago Naivasha, valle del Rift, zona geotérmica, gargantas y acantilados, 1900 m de altitud; destacan los buitres, aunque también hay jirafas, búfalos, cebras, etc.
- Parque nacional Kora, 1989, 1.788 km², al este del monte Kenia, penillanura con inselbergs; elefantes, hipopótamos, hienas, leones, leopardos, etc. Entre el río Tana y el parque nacional de Meru.
- Parque nacional Lago Nakuru, 1961, 200 km², en el lago del mismo nombre, famoso por los flamencos.
- Parque nacional de Malka Mari, 1989, 1500 km², al norte de Marsabit, en la frontera con Etiopía marcada por el río Dawa, semiárido con bosques de ribera; pastores nómadas.
- Parque nacional de Marsabit, 1949-1989, 1500 km², norte de Kenia, tres lagos de cráter y un bosque montano; aves, grandes elefantes y reptiles.
- Parque nacional de Meru, 1966, 870 km², en el centro de Kenia; combina tierras altas y húmedas con tierras bajas y semiáridas; grandes herbazales y pantanos que favorecen la presencia de elefantes, hipopótamos, leones, leopardos, guepardos y antílopes; la caza intensiva hizo desaparecer los grandes animales en la década de 1990, reintroducidos actualmente, además de rinocerontes blancos sudafricanos; grandes horizontes; aquí vivía la leona Elsa del libro y película Nacida libre.[21]
- Parque nacional del Monte Elgon, 1968, ampliado en 1992 a Uganda, oeste de Kenia, 1.279 km²; abarca los ríos Nzoia (lago Victoria) y Turkwel (lago Turkana); contiene un bosque montano con lobelias gigantes y dendrosenecios; elefantes y búfalos, monos azules y colobos.
- Parque nacional del Monte Kenia, 1973-2013, 1300 km², la mitad por encima de 3000 m; búfalos y elefantes separados de las granjas por vallas eléctricas.
- Parque nacional del Monte Longonot, 52 km², cráter del volcán, de 2.776 m, cuyas laderas están cubiertas de bosque; cerca del lago Naivasha; en las zonas bajas hay grandes mamíferos.
- Parque nacional de Nairobi, 1946, 117 km², muy cerca de Nairobi, a solo 7 km separado por vallas eléctricas, posee todos los grandes mamíferos.
- Parque nacional de Ol Donyo Sabuk, 1967, 20,7 km², montaña de 2.145 m, centro sur de Kenia; cerca de las Fourteen Falls en el río Athi-Galana, 65 km el norte de Nairobi; búfalos, colobos, impalas.
- Parque nacional de Ruma, 1966, 120 km², cerca del lago Victoria; protege el antílope ruano; leopardos, jirafas, rinocerontes negros, búfalos, etc.
- Parque nacional de Saiwa Swamp, 1974, 3 km², al este del monte Elgon, el más pequeño de Kenia para proteger el antílope sitatunga.
- Parque nacional de Sibiloi, 1997, 1.570 km², forma parte de los Parques nacionales del lago Turkana, que incluyen la isla Central y la isla Sur. Se extiende a lo largo de la orilla del lago y es famoso por el yacimiento de Koobi Fora.
- Parque nacional de Tsavo East y parque nacional de Tsavo West, 1948, Tsavo Este ocupa 13.747 km² y Tsavo Oeste, 9.065 km². están separados por una carretera y el ferrocarril. En el sudeste, el río Tsavo es afluente del río Athi-Galana. Poseen los grandes mamíferos.
- Parque nacional marino de Watamu, en 1968, arrecife de coral, 140 km al norte de Mombasa
- Parque nacional marino de Malindi, en 1968, arrecife de coral, 118 km al norte de Mombasa
- Parque nacional marino de Kisite-Mpunguti, en 1973, arrecife de coral, isla Wasini, cerca de Tanzania

### Reservas de la biosfera de la Unesco

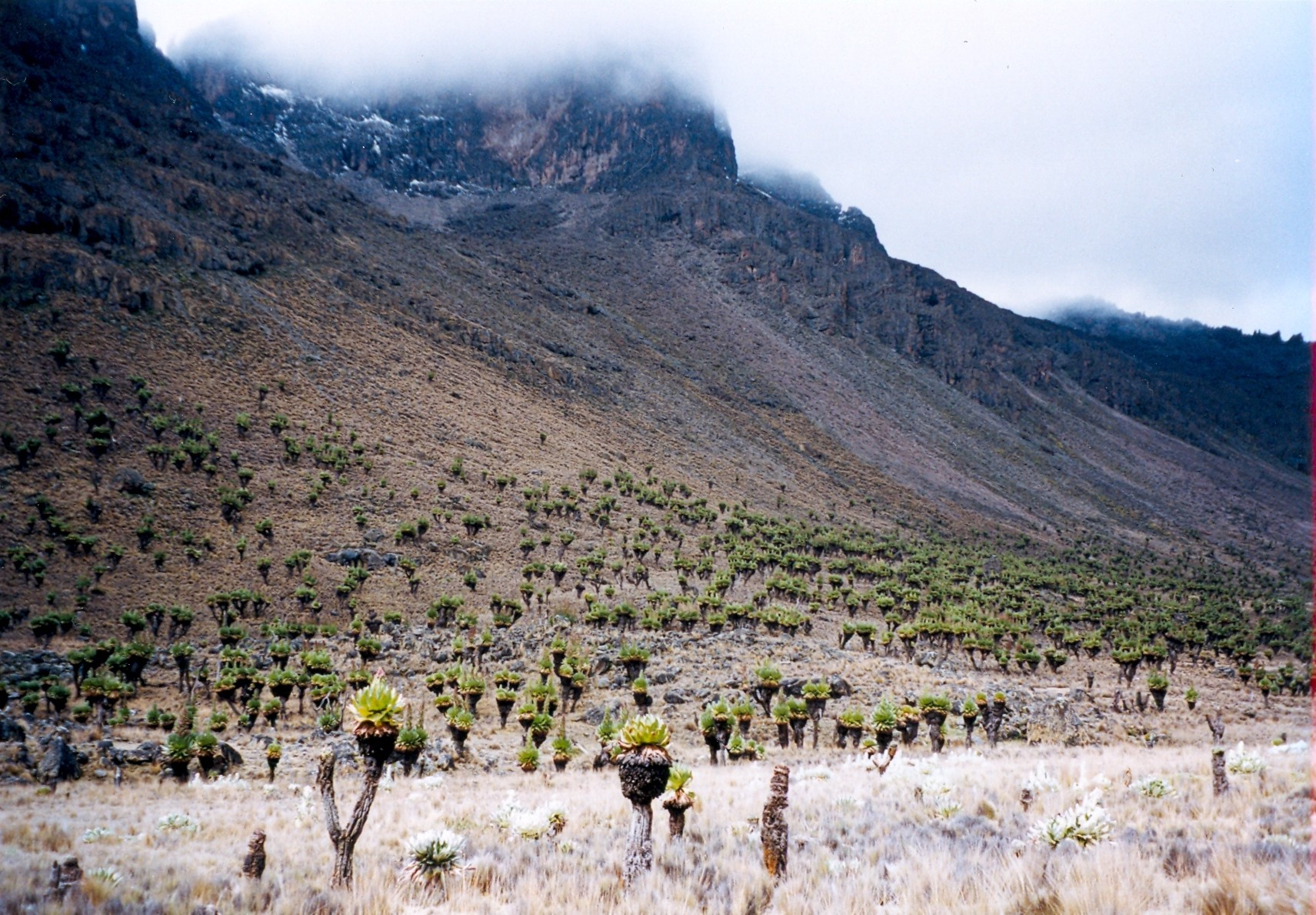
Senecio keniodendron en el valle de Mackinder, en el Parque nacional y reserva de la biosfera del monte Kenia

- Monte Kenia-Reserva de la biosfera de Lewa. El conjunto ocupa 5685 km², con un núcleo de 715 km². El monte Kenia es una montaña volcánica aislada. La reserva de la biosfera adyacente incluye bosque afromontano y praderas, con Juniperus procera y Cassipourea malosana en las zonas bajas. En la zona hay pastores masais y kikuyus. Se están desarrollando[22]

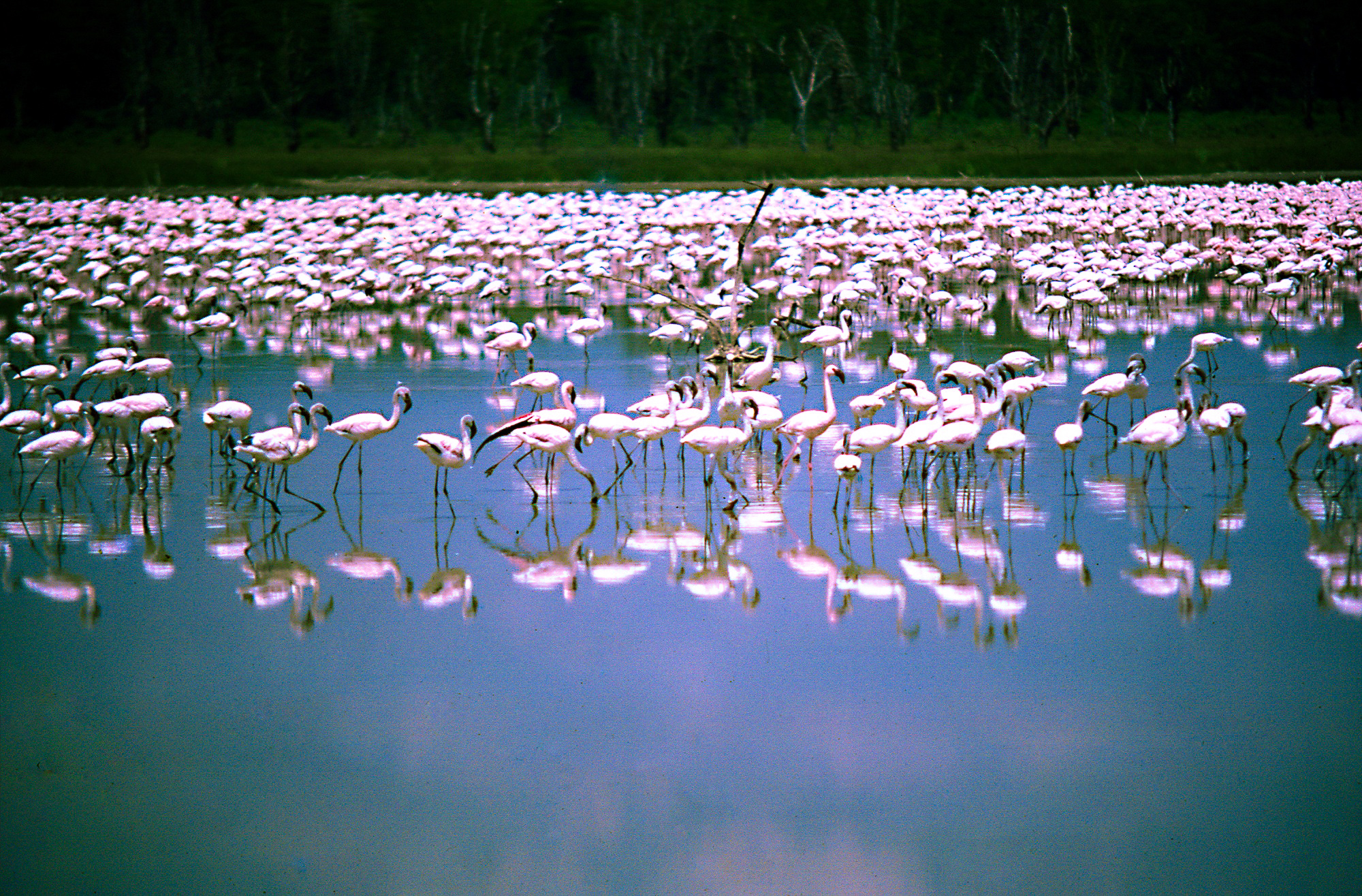
Nakuru, el lago del millón de flamencos

- Monte Kulal. Volcán extinto y erosionado de 2285 m en el norte de Kenia, al este del lago Turkana. Destaca por la presencia de una especie rara, el anteojitos serrano. Creada en 1978, la reserva tiene 28.407 km², de los que 26.847 son zona de transición y solo 199 forman parte del núcleo protegido de la reserva.[23]

- Reserva de la biosfera de Malindi-Watamu.  Ecosistema marino y costero a 100 km al norte de Mombasa, consistente en arrecifes de coral y ecosistemas asociados, con praderas marinas y manglares. Tiene una superficie de 346 km², con un núcleo de 16,4 km². En la costa hay plataformas rocosas, acantilados y playas de arena. Es un área de importancia para las aves.[24]

- Reserva de la biosfera de Kiunga. Se superpone a la Reserva nacional marina de Kiunga, de 270 km². La reserva de la biosfera tiene 7068 km², de los que 991 corresponden al núcleo. Es una franja costera en el sudeste del país, formada por playas y dunas de arena, así como arrecifes de coral y residuos orgánicos.[25]

- Amboseli

- Monte Elgon

### Sitios Ramsar
- Lago Baringo, 314,7 km², 0°31′59″ N 36°4′59″ E |
- Lago Bogoria, 107 km², 0°15′ N 36°4′59″ E
- Lago Elmenteita, 108,8 km², 0°46′ N 36°22′59″ E
- Lago Naivasha, 300 km², 00°46′N 36°22′E
- Lago Nakuru, 188 km², : 0°24′ N 36°4′59″ E
- Delta del río Tana, 1636 km²,  2°27′ S 40°16′59″ E

## Población de Kenia

Mapa de condados de Kenia

En Kenia, la población estimada es de 55,7 millones de habitantes a finales de enero de 2022, con un crecimiento anual del 2,28 %, en ligero descenso. La tasa de fertilidad ha descendido de 4 a 3,5 hijos por mujer en los últimos años (en España es de 1,3). La densidad de población es de 94 hab./km², igual a la de España, con una extensión algo más grande. La media de edad en Kenia es de 20 años, la esperanza de vida es de 67,5 años (84 años en España), con una mortalidad infantil de 30 niños por cada 1000 nacimientos (contra 2 en España). La población urbana en Kenia es del 27,8 %, unos 15 millones de habitantes (en España es de 37,5 millones, el 80,3 % de la población), con solo una ciudad que supera el millón de habitantes, Nairobi (2,75 millones). La media de edad en España es de 45 años, lo que hace que los datos estadísticos de la COVID no sean comparables, ya que contra 7,7 millones de contagios en el país ibérico y más de 95.000 defunciones, se enfrentan 315.670 casos en Kenia y 5472 muertos en enero de 2022. Se espera que Kenia alcance los 91,5 millones de habitantes en 2050.

#### Religión

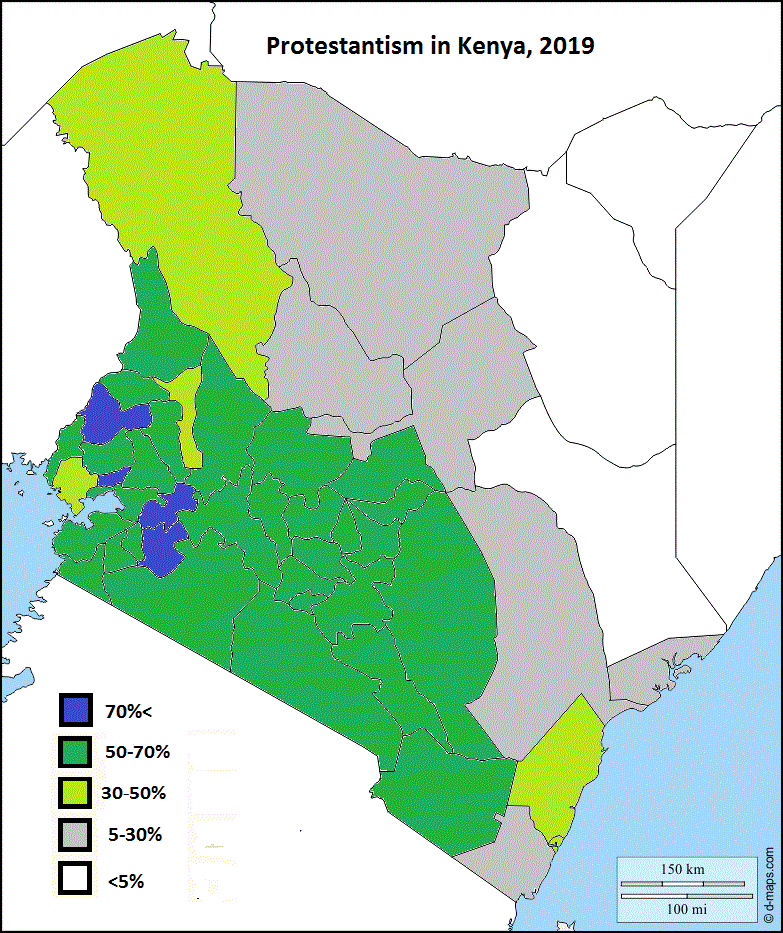
Protestantismo en Kenia en 2019

Más de cuatro quintas partes de la población keniata es cristiana (entre 70 y 85 % según la fuente), divididos entre católicos (33%), protestantes (21%) y una creciente población evangélica (20,5% en 2019). El cristianismo fue introducido por los portugueses en el siglo XV, pero no se expandió definitivamente hasta el siglo XIX. Con el tiempo, aparecieron distintas tradiciones, como la Legio Maria (no confundir con la Legión de María), que surge de la interpretación de los Misterios de Fátima, entre el pueblo luo, con 3,5-4 millones de miembros, separados del catolicismo. El islam constituye una minoría, generalmente de origen somalí, así como hay pequeñas poblaciones de judíos, janinistas, sijs y baha'is.
Las religiones tradicionales comparten la creencia en un ser supremo, eterno y omnipotente, que creó el mundo y que tiene distintos nombres. El dios de los kikuyu se llama Murungu o a veces Ngai, préstamo de los masái. Ngai no se ve, pero está en el sol, la luna, el trueno y los relámpagos, las estrellas, la lluvia, el arcoíris y la higueras gigantes (mugumu en kikuyu, sicomoro en castellano), que sirven de lugar de oración y sacrificio. También creen en fuerzas espirituales que influyen en el día a día, procurando salud y enfermedad. Algunas etnias creen en los espíritus de los ancestros que pueden volver para vengarse de los vivos. En estos casos, la hechicería juega un papel importante que a veces persiste después de la conversión al islam o al cristianismo.

#### Grupos étnicos

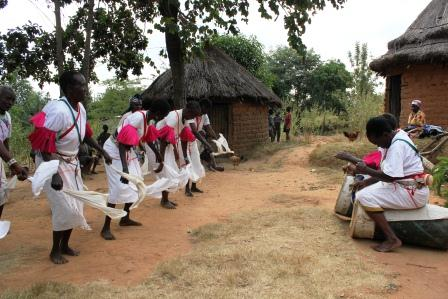
Danza tradicional kamba

Lingüísticamente, la población de Kenia se divide en tres grupos principales: bantúes, nilo-saharianos y afroasiáticos. 
Los bantúes son los más numerosos, concentrados en el tercio sur del país. Los kikuyu (17-20%), kamba (9,8%), meru (4,2%) y nyiha viven en las tierras altas y fértiles del Rift central, mientras que los luyia (14,3%) y los kisii (5,7%) viven en la cuenca del lago Victoria.
Los nilo-saharianos está representados principalmente por los kalenjin (en las zonas más altas), luo (10,7 %) (partes bajas de la meseta), masái (2,5 %) en el sur, junto a Tanzania), samburu y turkana (2,1 %) (ambos en el seco noroeste).
Los pueblos afroasiáticos viven en las regiones áridas y semiáridas del noroeste y son la parte minoritaria del país. destacan los somalíes, en la frontera con Somalia, y los oromo, en la frontera con Etiopía. Ambos son pueblos pastoriles.
En las ciudades (Kisumu, Mombasa, Nairobi) hay una numerosa población de inmigrantes europeos, indios y pakistaníes que llegaron durante la colonización. Los suajilis, mezcla de árabes y africanos, viven en la costa. El suajili, una mezcla de idiomas, árabe, persa, portugués e inglés, se ha convertido en la lengua franca del comercio.